# Isil (poeta)
Isil (en grec antic: Ἴσυλλος) va ser un poeta de l'antiga Grècia nascut probablement a Epidaure al segle iv aC.
Les fonts clàssiques no esmenten aquest poeta cap vegada. En canvi, és conegut gràcies a la troballa durant unes excavacions al Temple d'Asclepi d'Epidaure d'una inscripció gravada en pedra que conté 72 versos (tetràmetres trocaics i hexàmetres), principalment escrits en dialecte dòric. A l'encapçalament hi ha dues línies en prosa que diuen que l'autor és Isil, i que el poema està dedicat a Asclepi i a Apol·lo de Màlea. El poema conté observacions polítiques i mostra preferència pel govern aristocràtic. El seu valor literari és escàs, però és important perquè dona a Asclepi una nova ascendència. A la versió més coneguda, Apol·lo va engendrar Asclepi amb Coronis, filla de Flègias de Trícala, a Tessàlia. Mentre estava embarassada, Coronis va trair Apol·lo, que la va matar i va salvar Asclepi. Segons Isil, Zeus va donar la musa Èrato a Mal·los, rei d'Epidaure, i la seva filla Cleofema es va casar amb Flègias, que va ser després rei d'Epidaure, segons aquesta versió, i van tenir una filla, Egla, anomenada també Coronis. Apol·lo s'enamorà d'ella i van engendrar Asclepi. Aquesta nova genealogia pretenia fonamentar la primacia del culte d'Asclepi a Epidaure sobre el que hi havia establert a Trícala.
És també un poema d'agraïment per l'ajuda que Asclepi va prestar a Esparta contra un Filip, quan va dirigir un exèrcit contra aquell país per derrocar la monarquia. El propi déu va donar les indicacions al jove poeta, que havia entrat a l'Asclepièon per resar per la recuperació d'una malaltia, i va comunicar immediatament les bones notícies als espartans. El Filip a qui es fa referència es podria identificar amb Filip II de Macedònia, que va envair el Peloponnès després de la batalla de Queronea el 338 aC, o amb Filip V, que va emprendre una campanya similar el 218 aC.